# Capital de la Cultura Catalana

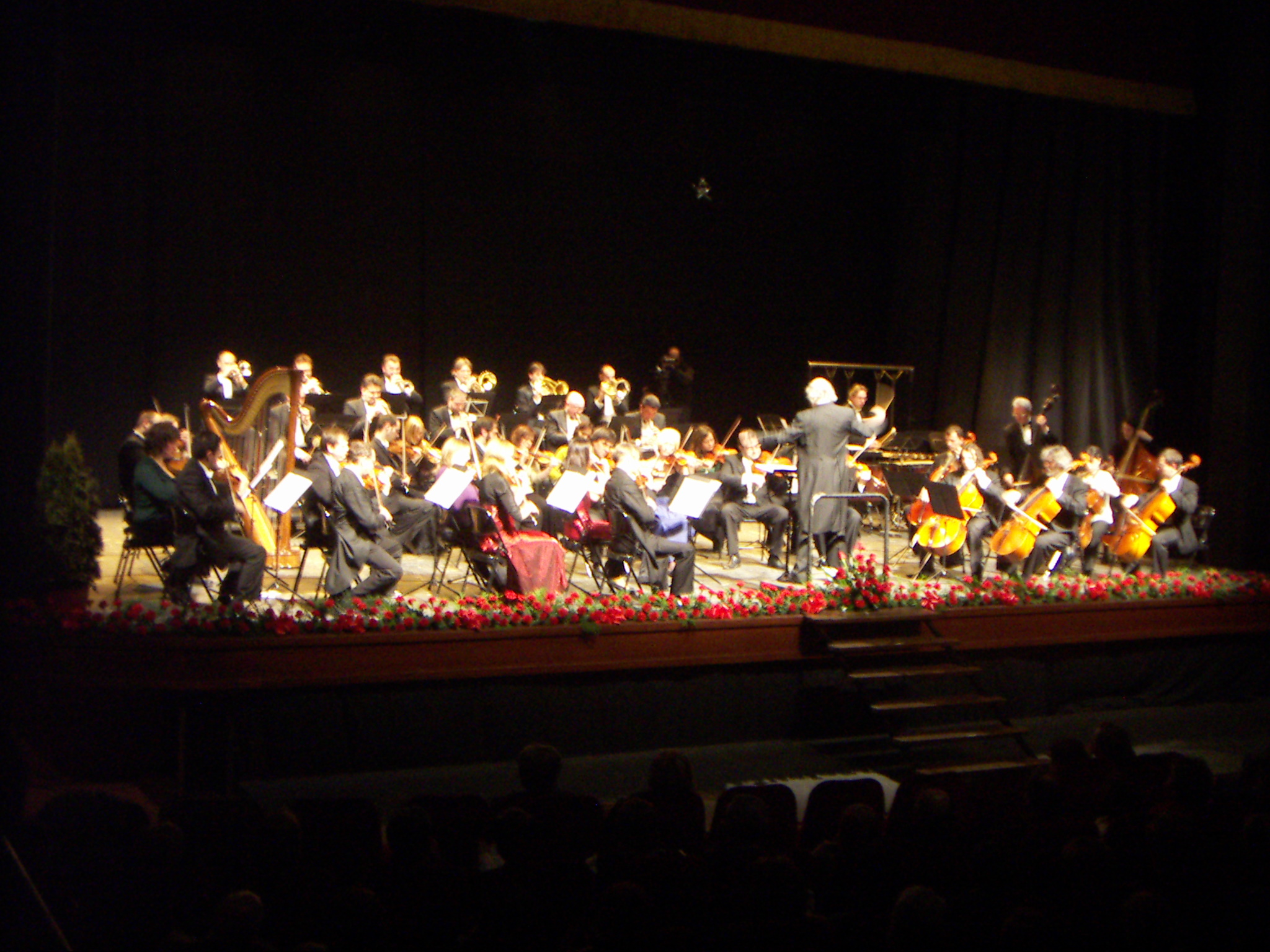
Concert d'obertura de Figueres capital de la cultura catalana 2009

La Capital de la Cultura Catalana és una designació que atorga l'entitat independent de la societat civil Organització Capital de la Cultura Catalana des del 2004 per tal de "contribuir a ampliar la difusió, l'ús i el prestigi social de la llengua i cultura catalanes, incrementar la cohesió cultural dels territoris de llengua i cultura catalanes i, finalment, promocionar i projectar el municipi designat com a Capital de la Cultura Catalana, tant a l'interior com a l'exterior".

## Història
El títol de “Capital de la cultura“ data del 1985, en què Atenes fou nomenada Capital Europea de la Cultura, gràcies a la iniciativa de la llavors ministra de cultura grega, Melina Merkuri. A partir d'aquí diversos territoris i cultures han adoptat la idea, la qual ha esdevingut una de les propostes culturals més reeixides de la Unió Europea.
Basant-se en aquella idea, un grup de persones es reuniren a Barcelona el 1998 per crear també la Capital Americana de la Cultura, tot creant el Bureau Internacional de Capitals Culturals.

## Llista de ciutats Capital de la Cultura Catalana
| - Banyoles, 2004. - Esparreguera, 2005. - Amposta, 2006. - Lleida, 2007. - Perpinyà, 2008. - Figueres, 2009. - Badalona, 2010. - Escaldes-Engordany, 2011. | - Tarragona, 2012. - Ripoll, 2013. - Barcelona, 2014. - Vilafranca del Penedès, 2015. - Vic, 2016. - Reus, 2017 - Manresa, 2018 | - Cervera, 2019 - El Vendrell, 2020 - Tortosa, 2021 - Igualada, 2022 - Lloret de Mar, 2023 - Sabadell, 2024 - Salou, 2025 |